# Puchar Europy w Lekkoatletyce 1967
2. Puchar Europy w Lekkoatletyce – cykl zawodów lekkoatletycznych zorganizowanych przez Komisję Europejską Międzynarodowego Stowarzyszenia Federacji Lekkoatletycznych latem 1967 roku.
W zawodach, w których startowało 6 reprezentacji, stosowano punktację 6:5:4:3:2:1, zarówno w konkurencjach indywidualnych, jak i w biegach sztafetowych.
Finał pucharu Europy w rywalizacji mężczyzn odbył się 16 i 17 września w Kijowie, a w rywalizacji kobiet 15 września w Kijowie.

## Finał pucharu Europy

### Mężczyźni
| Poz. | Reprezentacja | Punkty |
| ---- | ------------- | ------ |
| 1    | ZSRR          | 81     |
| 2    | NRD           | 80     |
| 3    | RFN           | 80     |
| 4    | Polska        | 68     |
| 5    | Francja       | 57     |
| 6    | Węgry         | 53     |

### Kobiety
| Poz. | Reprezentacja   | Punkty |
| ---- | --------------- | ------ |
| 1    | ZSRR            | 51     |
| 2    | NRD             | 43     |
| 3    | RFN             | 36     |
| 4    | Polska          | 35     |
| 5    | Wielka Brytania | 34     |
| 6    | Węgry           | 32     |

## Półfinał pucharu Europy
Zawody półfinałowe odbyły się w sześciu europejskich miastach. Mężczyźni rywalizowali w dniach 22–23 lipca w Ostrawie, Duisburgu oraz Sztokholmie, kobiety w dniu 16 lipca w Dreźnie, Wuppertalu i Oslo. Dwa najlepsze zespoły każdego półfinału uzyskały awans do zawodów finałowych.

### Mężczyźni
| Poz | Reprezentacja  | Punkty |
| --- | -------------- | ------ |
| 1   | Polska         | 94     |
| 2   | Francja        | 92     |
| 3   | Czechosłowacja | 79     |
| 4   | Włochy         | 71     |
| 5   | Rumunia        | 51     |
| 6   | Holandia       | 31     |

| Poz. | Reprezentacja   | Punkty |
| ---- | --------------- | ------ |
| 1    | RFN             | 105    |
| 2    | Węgry           | 78     |
| 3    | Wielka Brytania | 77     |
| 4    | Szwajcaria      | 56     |
| 5    | Bułgaria        | 54     |
| 6    | Jugosławia      | 37     |

| Poz. | Reprezentacja | Punkty |
| ---- | ------------- | ------ |
| 1    | ZSRR          | 105    |
| 2    | NRD           | 87     |
| 3    | Szwecja       | 69     |
| 4    | Norwegia      | 55     |
| 5    | Belgia        | 53     |
| 6    | Finlandia     | 51     |

### Kobiety
| Poz. | Reprezentacja | Punkty |
| ---- | ------------- | ------ |
| 1    | NRD           | 45     |
| 2    | Węgry         | 39     |
| 3    | Holandia      | 36     |
| 4    | Bułgaria      | 29     |
| 5    | Włochy        | 15     |

| Poz. | Reprezentacja  | Punkty |
| ---- | -------------- | ------ |
| 1    | Polska         | 55     |
| 2    | RFN            | 54     |
| 3    | Czechosłowacja | 38     |
| 4    | Francja        | 37     |
| 5    | Jugosławia     | 25     |
| 6    | Austria        | 22     |

| Poz. | Reprezentacja   | Punkty |
| ---- | --------------- | ------ |
| 1    | ZSRR            | 55     |
| 2    | Wielka Brytania | 47     |
| 3    | Szwecja         | 42     |
| 4    | Rumunia         | 42     |
| 5    | Norwegia        | 23     |
| 6    | Dania           | 21     |

## Runda eliminacyjna
Najsłabsze męskie drużyny (wszystkie reprezentacje kobiece rywalizację zaczynały od półfinału) 24 i 25 czerwca rywalizowały w Kopenhadze, Atenach i Dublinie o awans do półfinałów pucharu Europy. Awansowali tylko zwycięzcy.
| Poz. | Reprezentacja | Punkty |
| ---- | ------------- | ------ |
| 1    | Holandia      | 59     |
| 2    | Dania         | 56     |
| 3    | Austria       | 53     |
| 4    | Turcja        | 31     |

| Poz. | Reprezentacja | Punkty |
| ---- | ------------- | ------ |
| 1    | Szwajcaria    | 65     |
| 2    | Hiszpania     | 54     |
| 3    | Grecja        | 48     |
| 4    | Portugalia    | 33     |

| Poz. | Reprezentacja | Punkty |
| ---- | ------------- | ------ |
| 1    | Belgia        | 55     |
| 2    | Irlandia      | 38,5   |
| 3    | Islandia      | 26,5   |